# Flagge der Slowakei
Die Flagge der Slowakei wird erstmals in der Verfassung der Slowakei vom 1. September 1992 beschrieben. Sie wurde das erste Mal vor der Burg von Bratislava am 3. September 1992 um 20:22 Uhr gesetzt. Allerdings wurde ihre Form nochmals leicht verändert. Ihre endgültige Form wurde im Gesetz vom 18. Februar 1993 durch den Nationalrat festgelegt.

## Beschreibung

Aufbau der Nationalflagge

Im Gesetz über die Abbildung der Staatsflagge der der Slowakischen Republik 63/1993 der Gesetzessammlung, § 6, vom 18. Februar 1993 wird die Staatsflagge wie folgt beschrieben:
1. Die Staatsflagge der Slowakischen Republik (weiter nur „Staatsflagge“) setzt sich zusammen aus drei länglichen Streifen – weiß, blau und rot, gleicher Breite, untereinander geordnet. Auf der vorderen Hälfte des Bogens der Staatsflagge ist das Staatswappen angebracht.
2. Das Staatswappen ist auf der Staatsflagge gleichermaßen vom oberen, vorderen und unteren Rand der Staatsflagge entfernt, und seine Höhe ist gleich der Hälfte der Höhe der Staatsflagge.
3. An den Berührungsstellen des Schildes mit einer anderen als der weißen Farbe ist ein weißer Rand von der Breite eines Hundertstels der Länge der Staatsflagge.
4. Im Staatswappen auf der Staatsflagge wird keine Konturlinie verwendet.
5. Das Verhältnis der Seiten der Staatsflagge ist 2:3.

Auf der Website des Amtes der Slowakischen Regierung heißt es ergänzend zur Staatsflagge:

„Offiziell wurde sie am 1. Januar 1993 eingeführt, sie stammt aber aus dem Jahr 1848. Den weißen, blauen und roten waagrechten Streifen finden wir auch auf der russischen oder slowenischen Flagge. Sie sind bekannt als die panslawischen Farben. Die Staatsflagge wird auf einem Flaggenmast gehisst. Die Staatsfahne ist abgeleitet von der Staatsflagge. Sie ist immer fest mit einer Stange oder einer Rahestange verbunden.“

## Geschichte

### Mittelalter
Als die älteste Darstellung einer einheimischen Flagge gilt die Darstellung auf der Gürtelschnalle eines mährischen Herrschers aus dem 9. Jahrhundert: Der Herrscher hält dabei in seiner linken Hand ein Labarum. Das Labarum gilt seit der Zeit des römischen Herrschers Konstantin des Großen (306–337) als Symbol von Kaisern und Königen. Das frühmittelalterliche Mährerreich verwendete das Labarum als Kriegsflagge.
Die ursprüngliche slowakische Flagge im Mittelalter bestand aus zwei horizontalen Streifen in Rot und Weiß. In der Regel war Rot hierbei oben.
Die älteste Form der slowakischen Flagge ist im Siegel der Stadt Neutra aus der Zeit von König Béla IV. (1235–1270) erhalten geblieben. Es handelte sich um ein liegendes weißes Doppelkreuz vor rotem Hintergrund.

### Slowakischer Aufstand 1848/49 und slowakische Nationalbewegung
Die heutige Form entstand während der Revolution von 1848/1849, als die Slowaken an Seiten Wiens gegen die Ungarn kämpften (siehe Slowakischer Aufstand). Am 23. April 1848 wurde das erste Mal eine „slowakische Flagge“ als nationale Flagge in Brezová pod Bradlom während einer Theateraufführung geschwenkt. Die weiß-rote beziehungsweise rot-weiße Flagge wurde noch einige Monate verwendet. Diese Farben lassen sich bis in die Zeit um 1230 verfolgen.
Im August 1848 wurde ein blauer Streifen hinzugefügt. Am 18. September wurden in Velká nad Veličkou Flaggen mit den drei Farben in verschiedenen Variationen gesetzt. Der blaue Streifen wurde der russischen und kroatischen Flagge entnommen. Die Russen galten als die Schutzmacht der Slawen, die Kroaten als das Brudervolk der Slowaken im Königreich Ungarn. Einige der Flaggen von 1848 trugen auch das ungarische Staatswappen, wobei jedoch oft die Farbe der drei Berge (Fatra, Matra, Tatra) in Blau geändert wurde. Es sollte dadurch zum Ausdruck gebracht werden, dass die Slowaken damals noch keine Abtrennung von Ungarn, sondern nur eine Anerkennung ihrer Nation unter der ungarischen Krone begehrten.
Im Jahr 1868 wurde die weiß-blau-rote Farbfolge als slowakische Trikolore festgesetzt.

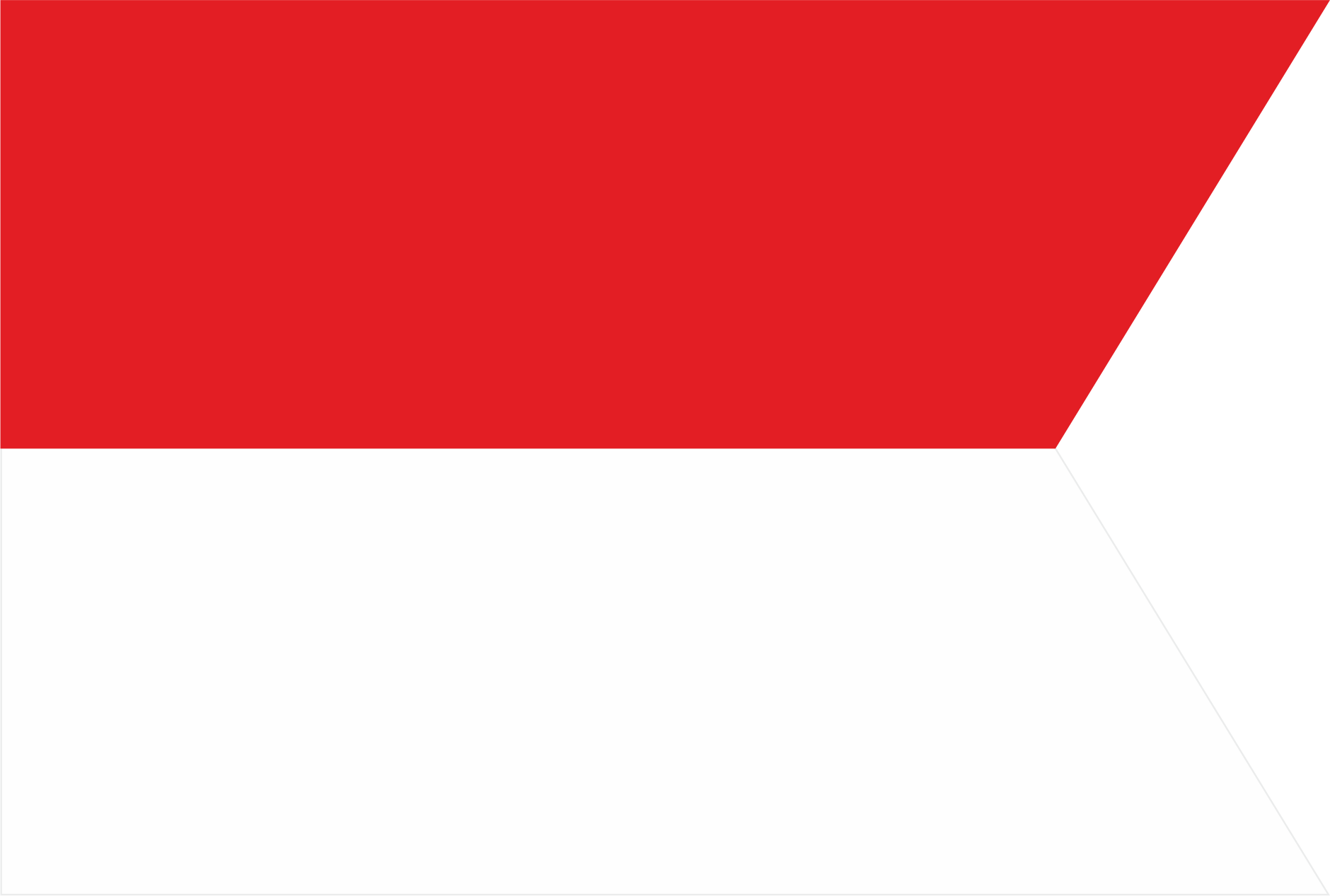
2:3  Flagge der slowakischen Freiwilligenverbände vom Mai 1948
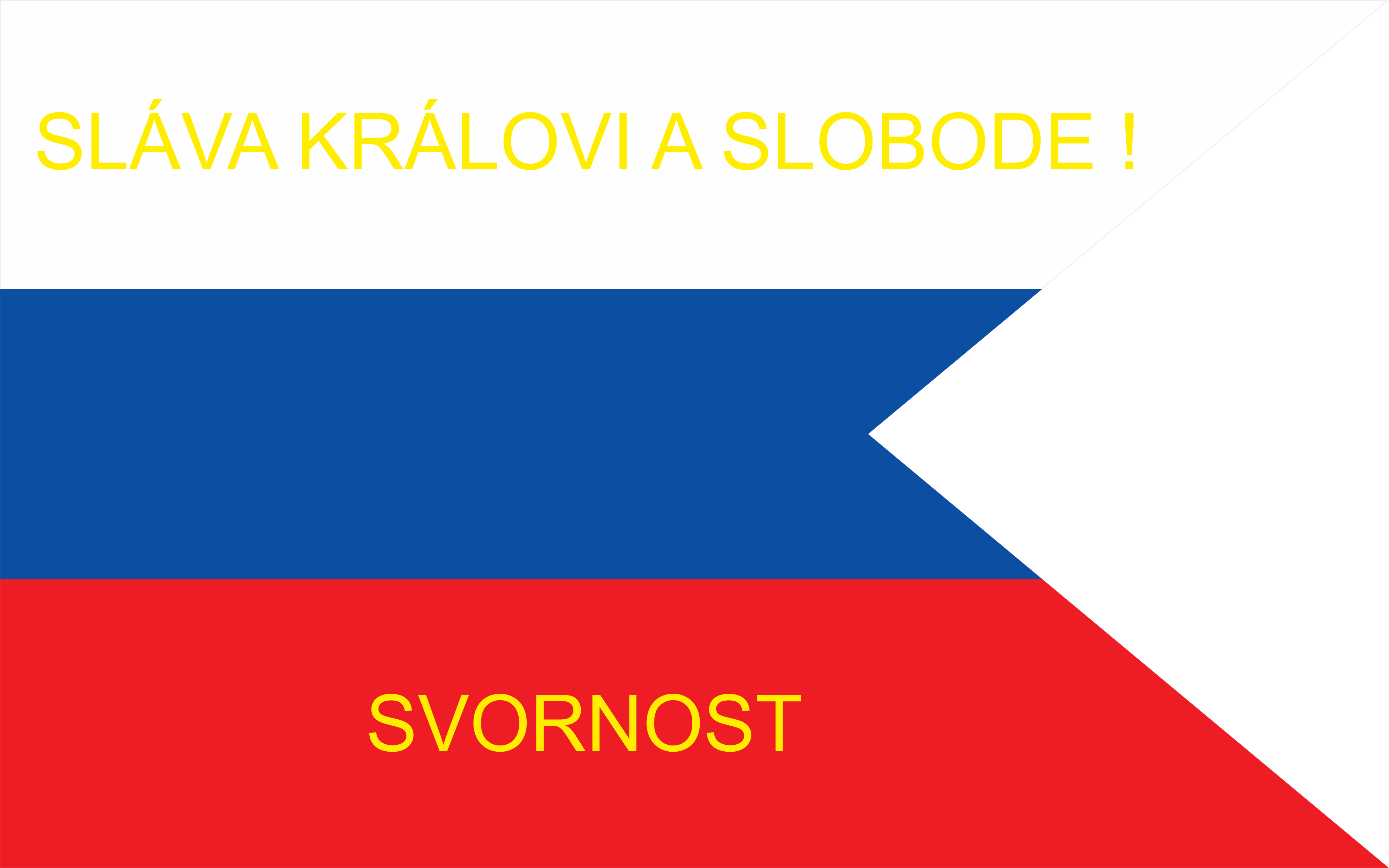
2:3  Flagge der slowakischen Freiwilligenverbände von 1848/1849
2:3  Flagge der slowakischen Freiwilligenverbände von 1849
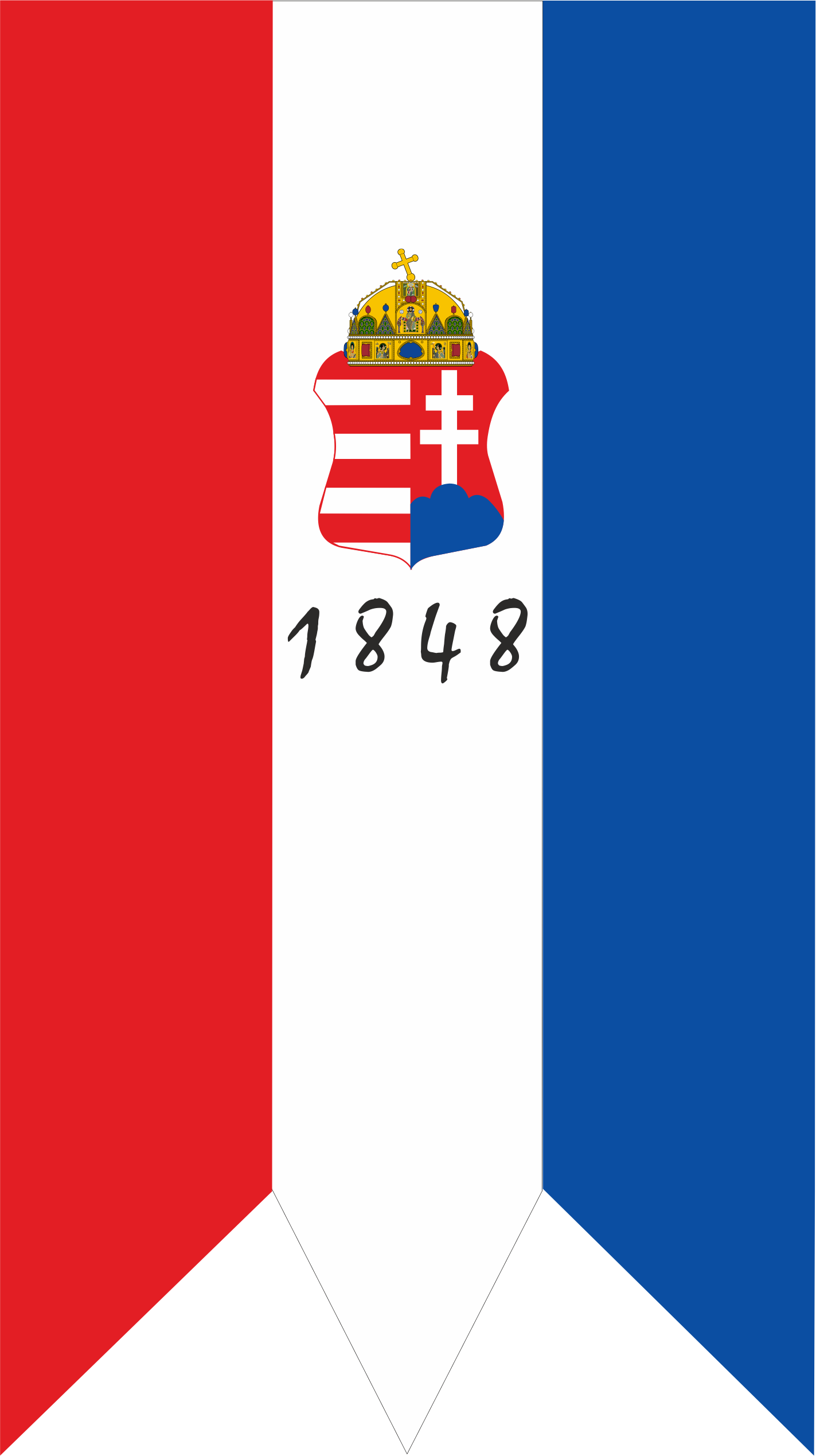
Flagge der slowakischen Freiwilligenverbände während des Aufstandes von 1848/49
Nationalflagge der Slowaken

### Tschechoslowakei und Slowakische Räterepublik (1918–1938)

Flagge der Slowakischen Räterepublik (1919)

Nach der Entstehung der Tschechoslowakei wurde vom neuen tschechoslowakischen „Minister mit Vollmacht für die Verwaltung der Slowakei“, Vavro Šrobár, am 28. Februar 1919 per Dekret angeordnet, dass im slowakischen Landesteil nur die damalige Bikolore der Tschechoslowakei (weiß-rot) und die traditionelle slowakische Trikolore (weiß-blau-rot) verwendet werden durften. Während der kurzlebigen, von Juni bis Juli 1919 bestehenden Slowakischen Räterepublik wurde in den dazugehörigen südöstlichen Gebieten der Slowakei die Rote Fahne des Kommunismus verwendet.
Am 29. Februar 1920 wurde die neue Verfassung der Tschechoslowakischen Republik verabschiedet. Zur alleinigen Staatsflagge wurde dabei ein Vorschlag des tschechischen Heraldikers Jaroslav Kursa (1875–1950) in der Endfassung des tschechischen Grafikers František Kysela (1881–1941) festgelegt. Dabei wurde der historischen tschechischen Bikolore ein blauer Keil hinzugefügt, der für die Slowakei stand und die tschechoslowakische Staatsflagge außerdem von der polnischen Bikolore unterscheiden sollte.

### Autonomes Land Slowakei und Slowakischer Staat (1938–1945)

#### Landesflagge und Staatsflagge

Landesflagge der autonomen Slowakei und Staatsflagge des Slowakischen Staates

Nach der am 6. Oktober 1938 erfolgten Ausrufung der slowakischen Autonomie durch die klerikal-nationalistischen Ludaken, die bald eine Einparteiendiktatur errichteten, wurde die tschechoslowakische Flagge in der Slowakei vollständig durch die weiß-blau-rote Trikolore der Slowaken verdrängt. Am 14. März 1939 erklärte das Ludaken-Regime die Unabhängigkeit der Slowakei von der Tschecho-Slowakischen Republik, und am 23. Juni wurde vom slowakischen Parlament das Gesetz über die Symbole des neuen Slowakischen Staates verabschiedet, wodurch die slowakische Trikolore zur offiziellen Staatsflagge und Staatsfahne erhoben wurde. Der Gesetzestext beschreibt: „Die Staatsflagge besteht aus drei gleichmäßigen Feldern in dieser Reihenfolge: weiß, blau (Pariser blau), rot (Dunkel-Zinnober). Die Staatsfahne ist der Staatsflagge ähnlich, aber im Unterschied zu dieser ist sie eng auf einem Mast befestigt, und das Verhältnis ihre Länger und Breite wird den Gegebenheiten angepasst (Höhe des Hauses, Breite der Straße usw.).“

#### Parteiflagge der Ludaken

Parteiflagge der Ludaken (Erste Version)

Parteiflagge der Ludaken (Zweite Version)

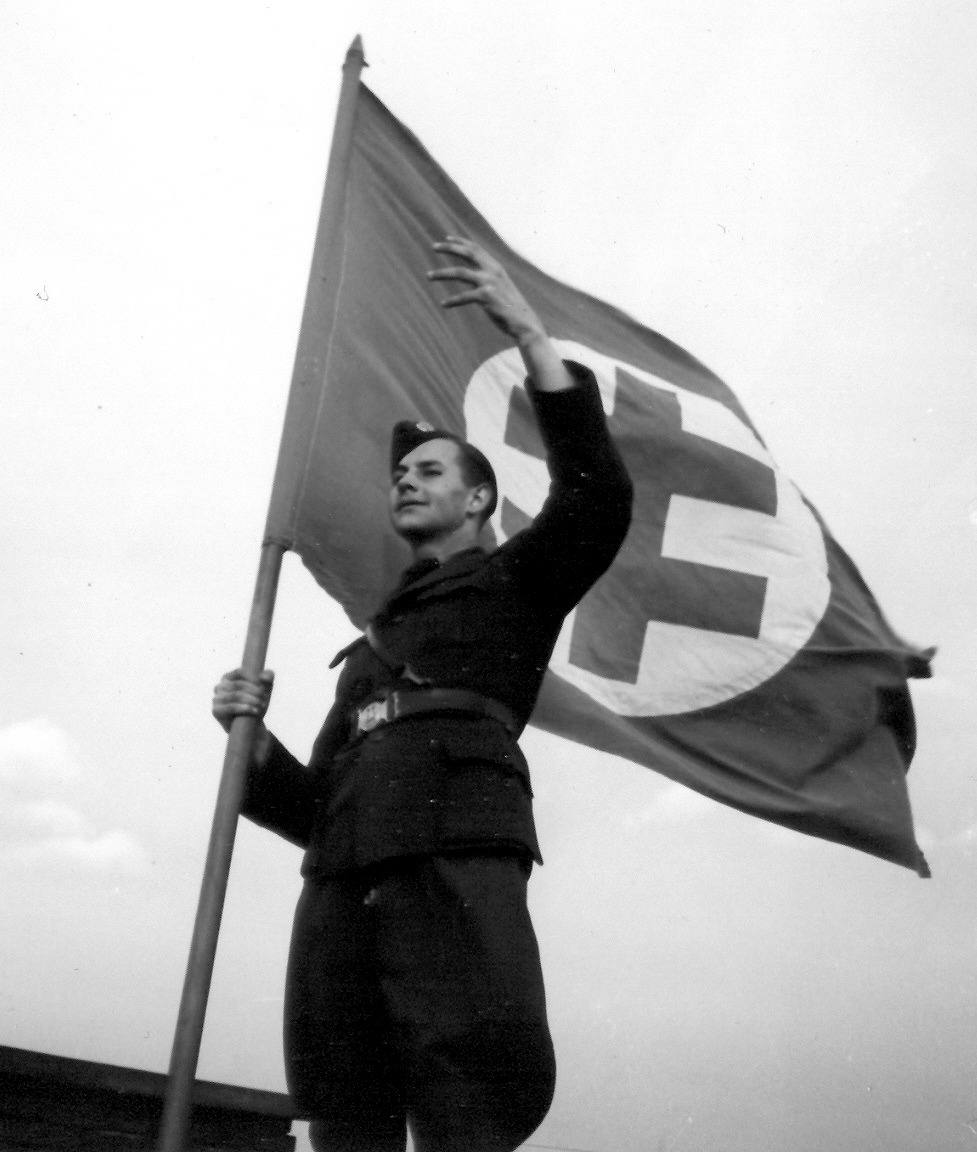
Hlinka-Gardist mit der „gardistischen Flagge“

Zusätzlich zur slowakischen Trikolore wurde sowohl im autonomen Land Slowakei als auch im Slowakischen Staat fast immer auch die Parteiflagge der Ludaken gehisst.
Sie tauchte als neues Symbol in der slowakischen Öffentlichkeit seit Sommer 1938 auf und war deutlich von der nationalsozialistischen Hakenkreuzflagge der deutschen NSDAP beeinflusst. Die blaue Flagge mit einem roten gleichschenkligen Doppelkreuz (Lothringerkreuz) im weißen Kreis wurde erstmals am 3. Juni 1938 in der Parteizeitung Slovák vorgestellt und bei einer Großdemonstration der Ludaken am 5. Juni 1938 erstmals öffentlich benutzt. Die Vorschläge zur Flagge kamen seit Frühjahr 1938 von den beiden führenden Ludaken Július Stano und Martin Sokol und wurden vom slowakischen Grafiker und Maler Ľudovít Ilečko umgesetzt. In der ursprünglichen Version berührten die Kreuzrahmen die Ränder des weißen Kreises, in der späteren Version wurden sie auch verkürzt. Die Ludaken propagierten die Flagge zunächst als überparteiliche „Flagge für den Kampf um die Autonomie der Slowakei“ (auch „autonomistische“ Flagge), gleichzeitig verwendeten sie sie jedoch von Beginn an auch als ihre eigene Parteiflagge.
Das gleichschenklige Doppelkreuz (rovnoramenný dvojkríž) entspricht nicht der traditionellen slowakischen Symbolik, sondern stellte eine „slowakische[n] Version des nationalsozialistischen Hakenkreuzes“ dar. Die Ähnlichkeit mit der Parteiflagge der deutschen Nationalsozialisten oder jener der ungarischen Pfeilkreuzler betonte symbolisch die ideologische Nähe der Ludaken zu diesen Bewegungen, mit denen sie eine antidemokratische, antisemitische und ultranationalistische Ausrichtung teilten. Einen besonderen Anteil am negativen Ruf der Flagge hatte deren Übernahme durch die paramilitärische Hlinka-Garde im Oktober 1938 (und damit auch der angegliederten Jugendorganisation Hlinka-Jugend), die die Bezeichnung „autonomistische Flagge“ (autonomistická vlajka) ablehnte und sofort versuchte, sie als „gardistische Flagge“ (gardistická vlajka) zu vereinnahmen. Die Hlinka-Garde wurde vom nationalsozialistischen Parteiflügel der Ludaken angeführt und beteiligte sich maßgeblich an der Deportation der slowakischen Juden in deutsche Vernichtungslager 1942 sowie an Kriegsverbrechen gegen die slowakische Zivilbevölkerung im Zuge des Slowakischen Nationalaufstands von 1944.
Bei der gardistischen Verwendung der Symbolik konstatiert der slowakische Heraldiker Ladislav Vrtel eine relativ uneinheitliche Nutzung. So wich die dicke der Kreuzrahmen immer wieder voneinander ab, andererseits variierte auch der Blauton von hell- bis dunkelblau. Das gleichschenklige „Ludakenkreuz“ (ľudácký kríž) wurde auch von der slowakischen Armee verwendet, die gegenüber der Hlinka-Garde feindlich eingestellt war und das Symbol von 1939 bis 1945 auf ihren Helmen, ihrem Kriegsgerät, ihrer Publizistik und ihren Soldatenfriedhöfen verwendete. Die Parteiflagge der Ludaken bzw. die Flagge der Hlinka-Garde erhielt jedoch niemals den Status eines offiziellen Staatssymbols der Slowakischen Staates. Bereits während des Slowakischen Nationalaufstands 1944 wurde die Parteiflagge der Ludaken auf dem von der Aufstandsregierung kontrollierten Gebiet verboten, endgültig verschwand sie jedoch erst nach der Befreiung der Slowakei durch die Rote Armee 1945. In der heutigen Slowakei wird sie (historisch unkorrekt) weitgehend alleine mit der Hlinka-Garde und ihren Verbrechen assoziiert.
Als berühmt gilt in diesem Zusammenhang auch der zeitgenössische Aphorismus des zum Ludaken-Regime oppositionellen slowakischen Dichters Janko Jesenský (1874–1945). Mit Bezug darauf, dass das rote Ludakenkreuz im Kreis an das Fenster einer Gefängniszelle erinnert, kommentierte er schon frühzeitig das neue Symbol mit dem Reim: Dvojkríž, ktorý vŕškov nezná, robí zo Slováka väzňa! (zu Deutsch: „Das Doppelkreuz, das keine Hügel kennt, macht aus dem Slowaken einen Häftling!“)

#### Kriegsflagge und Präsidenten-Standarte

Variante der Kriegsflagge

Der Slowakische Staat führte außerdem auch eine eigene Kriegsflagge ein. Dabei wurde der weiß-blau-roten Staatsflagge ein weißer, schwarzumrandeter gotischer Schild mit schwarzem Doppelkreuz hinzugefügt. Historiker sind sich aufgrund des Studiums von schriftlichen wie auch fotografischen Archivbeständen einig, dass diese Kriegsflagge offiziell eingeführt und verwendet wurde – laut Purdek (2015) wurde sie ab November 1940 sogar öfter verwendet als die Staatsflagge. Jedoch wurde bisher kein offizielles Dokument gefunden, in dem das Aussehen der Kriegsflagge im Detail schriftlich festgehalten und geregelt worden wäre. Darüber hinaus sind mehrere optisch voneinander abweichende Varianten der Flagge dokumentiert.

Präsidenten-Standarte

Die am 21. Juli 1939 verabschiedete Verfassung der unabhängigen Slowakei sah darüber hinaus das Amt eines Staatspräsidenten vor. Für dessen geplante Standarte wurde im September zwar ein Wettbewerb durchführt, die letztlich angenommene Form war jedoch ein Regierungsvorschlag, vermutlich von Regierungschef Jozef Tiso persönlich, der später das Präsidentenamt übernahm. Die Präsidentenstandarte wurde am 19. Oktober 1939 angenommen. Dabei war die Präsidenten-Standarte neben dem Staatssiegel das einzige offizielle Staatssymbol, auf dem das gleichschenklige Doppelkreuz (dekorativ) verwendet wurde. Im Unterschied zu anderen totalitären Einparteiendiktaturen wie NS-Deutschland, dem faschistischen Italien oder Ustaša-Kroatien, in denen die Staatsparteien ihre Parteisymbolik in die Staatssymbole ergänzte oder diese völlig ersetzten, blieb die offizielle Staatssymbolik der Slowakei von der Parteisymbolik der Ludaken weitgehend unberührt.

### Sozialistische Tschechoslowakei (1948–1989), ČSFR (1990–1992) und Slowakei (seit 1993)
Nach der Machtübernahme der Kommunistischen Partei der Tschechoslowakei im Februar 1948 wurde die slowakische Trikolore als „Symbol des faschistischen Slowakischen Staates“ zu einem unerwünschten Symbol. Mit der neuen Verfassung von 1960 wurden die slowakische Flagge zusammen mit dem traditionellen slowakischen Wappen auch offiziell verboten. Der nun in Tschechoslowakische Sozialistische Republik umbenannte Staat entfernte die unerwünschte Symbolik aus dem tschechoslowakischen Staatswappen. Fortan wurde die Slowakei im Staatswappen durch ein künstlich geschaffenes neues Symbol repräsentiert, welches von der slowakischen Öffentlichkeit jedoch niemals angenommen wurde. Erst mit dem Sturz der sozialistischen Diktatur 1989 und der Gesetzesänderung 1990 wurden die slowakischen Symbole nach dreißigjährigem Verbot wieder legalisiert.
Nach der Samtenen Revolution wurde 1990 die heutige Flagge (mit oder ohne das Wappen) eingeführt. Die Verwendung des Staatswappens auf der Flagge wurde 1992 notwendig, um Verwechslungen mit der Flagge Russlands zu vermeiden. Am 19. Januar 1993 wurde zudem die Standarte des slowakischen Präsidenten festgelegt. Sie wird durch ein rotes Quadrat gebildet, aus dessen unteren Rand die drei blauen Hügel mit weißem Doppelkreuz in den Proportionen der Staatsflagge erheben. Die weiß-blau-rote Kantenleiste beginnt mit einem weißen Streifen im linken oberen Eck.

Flagge der Slowakei 1990 bis 1992
Staatsflagge (seit 1993)
Hängende Staatsflagge.
Seitenverhältnis: 1:1 Präsidenten-Standarte.
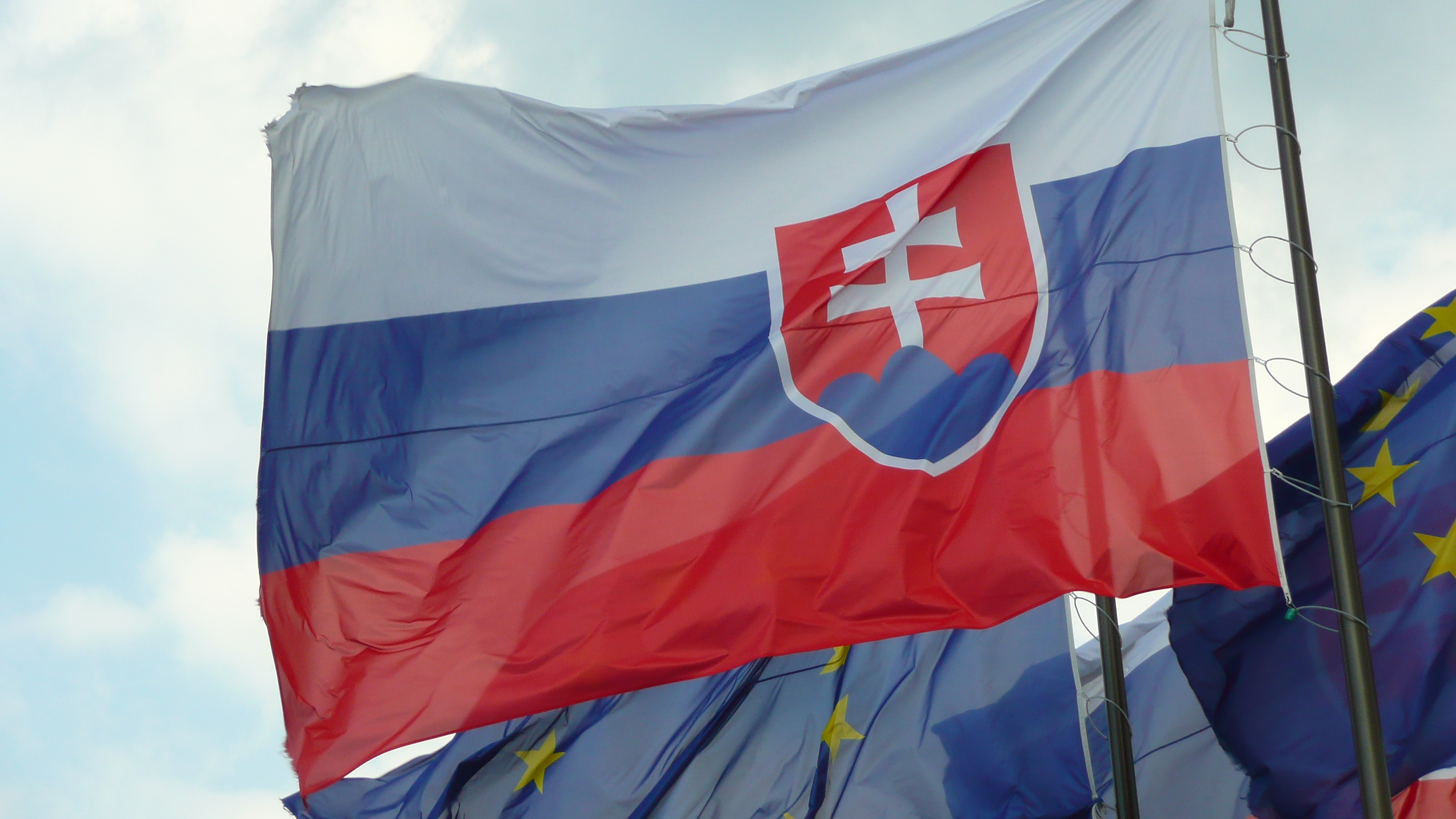
Wehende slowakische Flagge
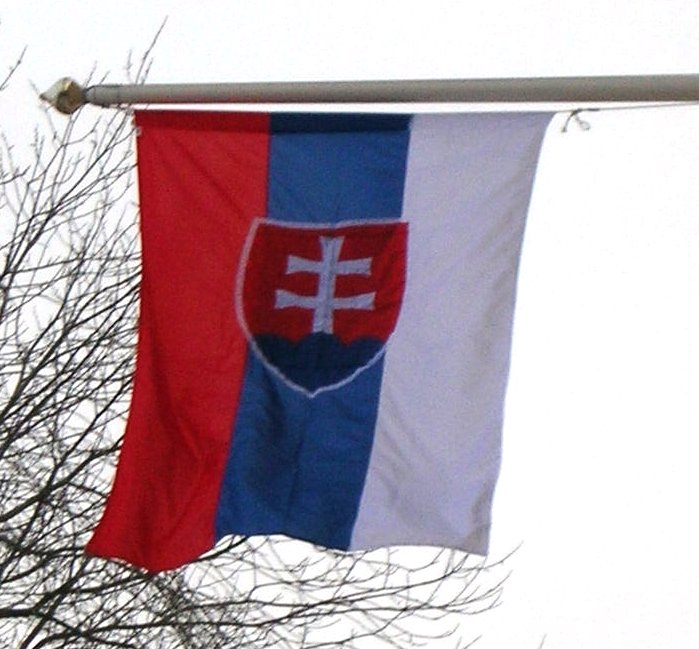
Hängende Version der slowakischen Flagge

## Weitere Flaggen der Slowakei
Die acht Landschaftsverbände und die Gemeinden der Slowakei verfügen über eigene Flaggen, ebenso der Präsident der Slowakei.

Neutraer Landschaftsverband
Bratislava
Hlohovec
Präsident der Slowakei